# تقرير حالة التنوير
تقرير حالة التنوير تقرير سنوي، صادر عن الرابطة العربية للتربويين التنويريين، حول حالة الجهود التنويرية والتربوية في المنطقة العربية، يعكس مدى النجاح أو القصور للجهود الراهنة. تقوم الرابطة باصداره بناءً على عملها الاستطلاعي، والزيارات الميدانية، وذلك بتحليل عمل المجتمع المدني والمؤسسات الحكومية في مجال التربية، وتجديد وتطوير الفكر والثقافة، حيث يهدف التقرير لقياس مدى تأثير هذه الجهود في المجتمعات، ويقدم التقرير إشارة للجهود التي كان لها أثر، مع بيان الأسباب، وتقديم المقترحات للمبادرات المستقبلية.

## الإصدار الأول
وتزامناً مع اختيار تونس عاصمة للتنوير للعام 2017، وقع الاختيار على تونس لتكون موضوع التقرير لهذا العام، وذلك اعتباراً للمخاض الحضاري والفكري الذي تشهده تونس، واختبارها لتجربة انتقال ديمقراطي فريدة واستثنائية في المنطقة. وتثميناً لتجربة تونس التنويرية وللتراكم التاريخي الذي عرفته تونس في مجال التجديد والإصلاح الفكري والثقافي، منذ ما يزيد على القرن ونصف من الزمان. وقد تم تكليف لجنة متخصصة من الأساتذة والباحثين التونسيين، قامت بوضع إطار للعمل وخطة البحث.
جاء التقرير «حالة التنوير في تونس» في 50 صفحة. واهتم بالبحث في جذور فرادة التجربة التونسية وما تعيشه من انتقال ديمقراطي ومسارات استثنائية، مقارنة بما يتلاطم في المحيط العربي من أمواج عنف ونزاعات. حيث تطرق التقرير إلى المعطيات الإيجابية، مع عرض وتقييم الجهد التنويري في مكوناته المتنوعة؛ الاجتماعية، والتعليمية، والثقافية، والأكاديمية، والمدنية، كما توقف عند أهم التحديات التي تواجه إتمام المسار التنويري والإصلاحي في تونس، للوصول إلى البلد العصري والديمقراطي، حيث المواطنة المحترمة، والكرامة المحفوظة، والحرية
.